# Lewis-Mondschnecke

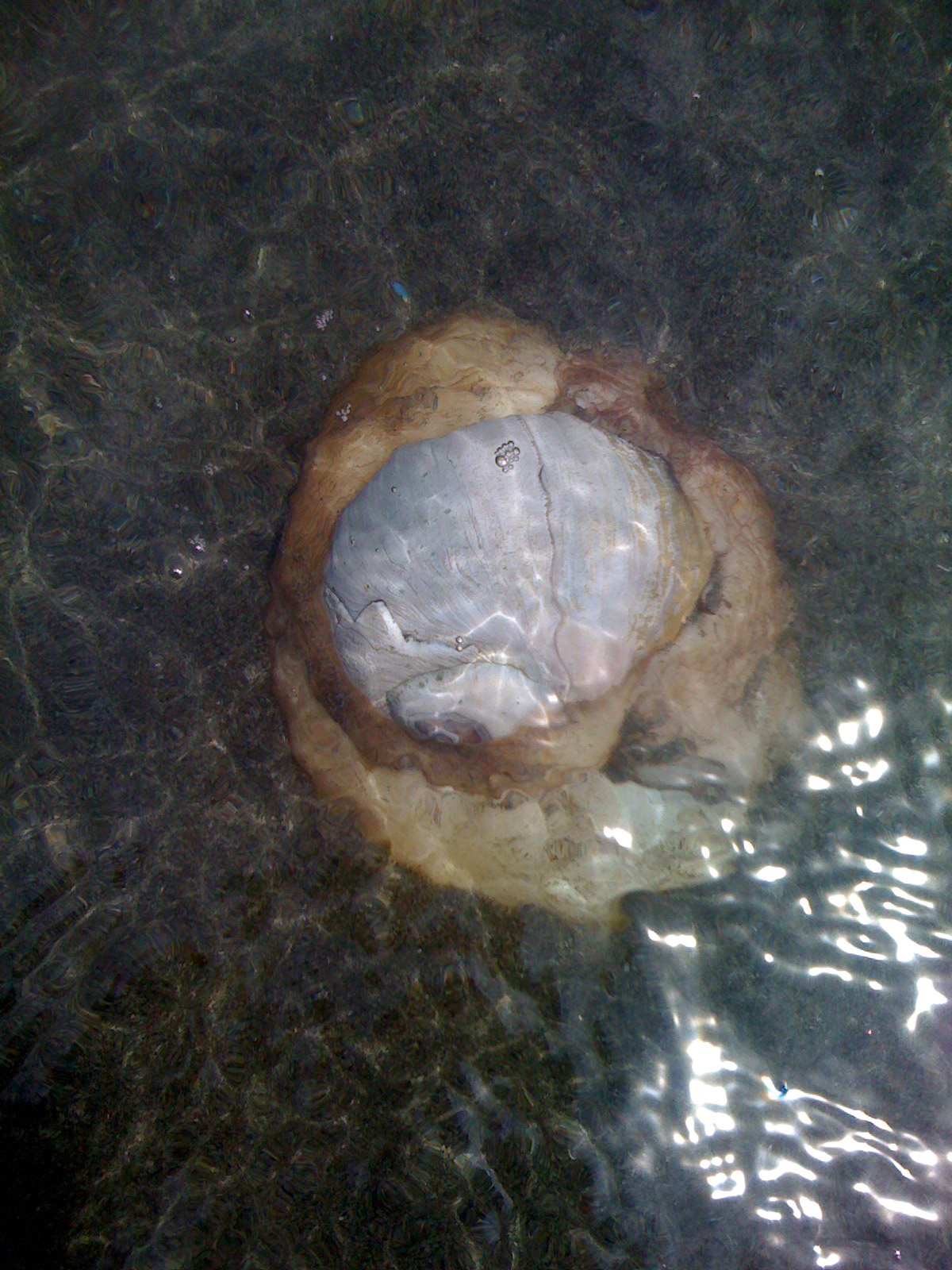
Lunatia lewisii in situ

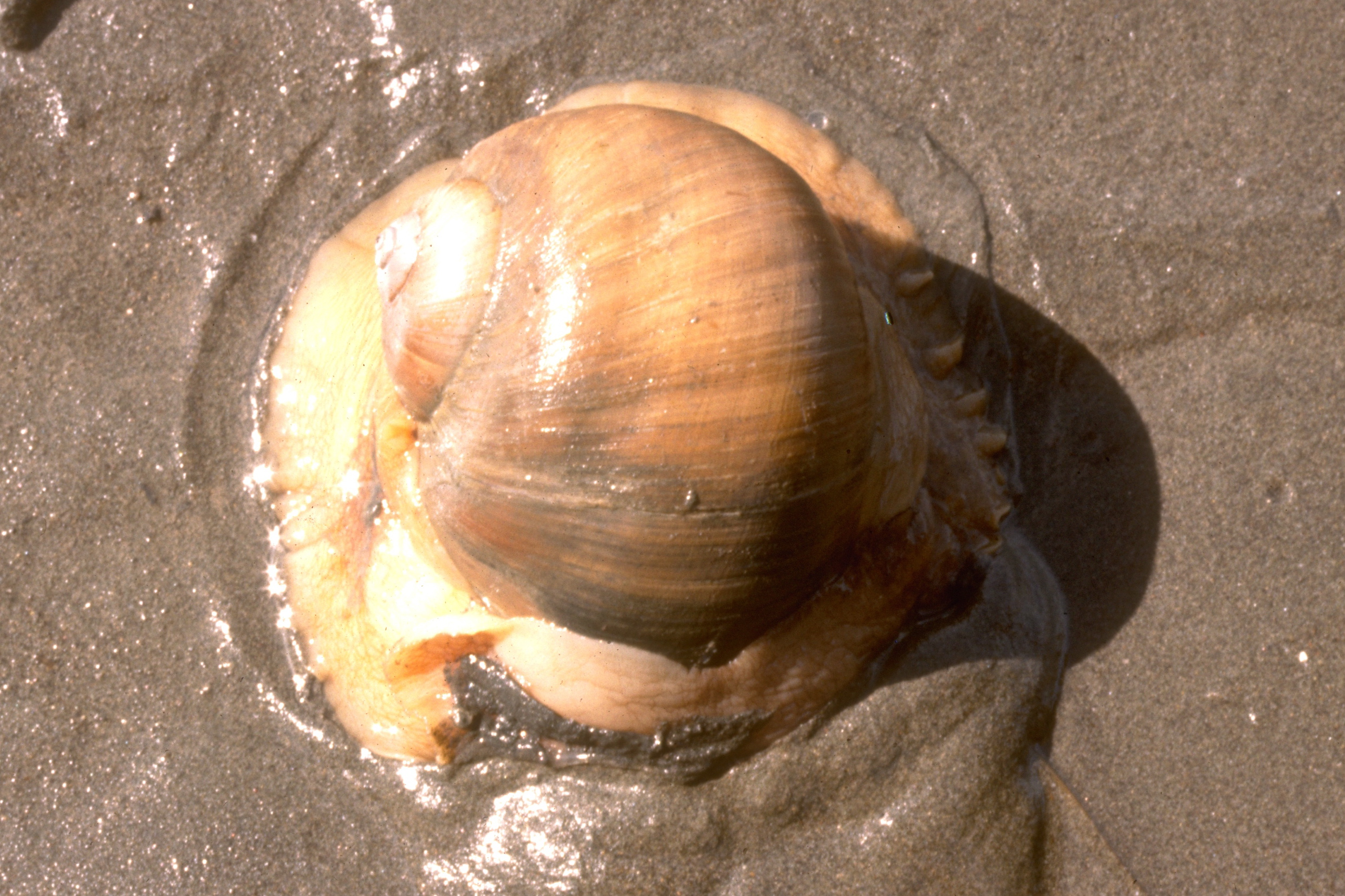
Lunatia lewisii in situ

Die Lewis-Mondschnecke oder Lewis-Nabelschnecke (Lunatia lewisii) ist eine Schnecke aus der Familie der Mondschnecken, die an der Pazifikküste Nordamerikas lebt. Mit bis zu 13 cm Gehäusedurchmesser ist sie die größte Art der Familie.

## Merkmale
Das kugelige Schneckenhaus von Lunatia lewisii, das bei ausgewachsenen Schnecken bis zu 13 cm Durchmesser erreicht, hat einen tiefen Nabel, an dessen Kante von der Columella her ein Callus reicht. Nach oben zur Naht hin verläuft eine flache Rinne. Die Grundfarbe ist gelb, das dünne Periostracum braun. Es gibt deutlich sichtbare Zuwachsstreifen und keine weitere Gehäusezeichnung. Das dunkelbraune Operculum ist hornig.
Beim Kriechen ist das Schneckenhaus fast vollständig vom Mantel bedeckt. Das aktive Tier kann seinen Fuß auf das vierfache Volumen des Gehäuses ausdehnen. Hierbei hilft ihm das für Mondschnecken kennzeichnende Sinussystem, das bei dieser Art 40 bis 80 mit Schließmuskeln versehene Poren aufweist. Bindegewebe entlang der Sinus verhindert Kontakt des einströmenden Meerwassers mit Nerven, Muskelgewebe oder Blut. Bei Störung wird das Wasser in Sekundenschnelle ausgestoßen, so dass sich die verkleinerte Schnecke vollständig ins Haus zurückziehen und dieses mit dem Operculum verschließen kann.

## Verbreitung
Die Lewis-Mondschnecke tritt an der Pazifikküste Nordamerikas von British Columbia (Kanada) bis zur Isla San Jerónimo (Baja California, Mexiko) auf.

## Lebensraum
Lunatia lewisii lebt in geschützten Buchten, unteren Bereichen der Gezeitenzone und unterhalb in Tiefen von bis zu 150 Metern auf sandigem oder schlammigem Untergrund. Bei Nacht sind mehr Schnecken aktiv als bei Tag. Sie kommen nach starkem Regen zum Vorschein und bleiben bei kaltem Wetter im Sand vergraben.

## Lebenszyklus
Es gibt etwa gleich viele männliche und weibliche Jungschnecken, doch die Männchen sterben früher. Männchen sind eher kleiner und haben dickwandigere Gehäuse. Unter den Schnecken mit 10 cm Gehäuselänge sind bereits 90 % Weibchen. Ab einer Gehäuselänge von etwa 5,5 cm beginnen die Schnecken sich zu paaren. Die kragenförmigen, aus Sand und Gallerte gebildeten Gelege sind etwa 2 mm dick und haben an der Basis einen Durchmesser von etwa 20 cm, am oberen Rand dagegen nur rund 7,5 cm. Die Eikapseln sind rund 200 bis 250 μm groß und enthalten jeweils ein Ei. Es gibt keine Nähreier. Die schlüpfenden Veliger-Larven haben eine Gehäuselänge von etwa 180 μm. Anfangs schwimmen sie noch in den Hohlräumen der Gallertmasse, bis diese auseinanderfällt. Sodann durchlaufen sie bis zu ihrer Metamorphose zur fertigen Schnecke eine sehr kurze pelagische Phase. Nach Beobachtungen vor Nanaimo (Vancouver Island) fressen frisch metamorphosierte Schnecken in 10 bis 12 m Tiefe auf Wasserpflanzen wachsende Diatomeen und später auch Seetang. In einem Alter von 5 bis 6 Monaten bei 5 bis 6 mm Schalenlänge gehen sie dazu über, im Sandboden kleine Muscheln zu jagen. Bei 3 cm Gehäuselänge suchen sie auch flacheres Wasser auf. Die Schnecken werden mehrere Jahre alt.

## Ernährung
Wie bei anderen Mondschnecken bilden Muscheln eine bevorzugte Beute von Lunatia lewisii. In Nanaimo (Vancouver Island) bilden die Arten Protothaca staminea und Clinocardium nuttallii den Großteil der Nahrung, in Bodega Bay (Kalifornien) ist es Macoma nasuta. Die Beute wird gesucht, indem die Schnecke mit ihrem Propodium den Sand in Zickzackbewegungen durchpflügt. Unverletzte Muscheln werden aus 15 cm Entfernung wahrgenommen, Fleisch ohne umhüllende Schale aus 2 Metern. Das Opfer wird mit dem Fuß umfasst und sodann unter Säureeinwirkung mit der Radula ein Loch in die Schale gebohrt. An der unteren Lippe der Proboscis befindet sich eine Drüse (ABO, accessory boring organ), deren saures Sekret den Kalk auflöst. Raspeln mit der Radula und Säureeinwirkung wechseln sich ab, bis das Loch gebohrt ist. Dieser Vorgang kann mehrere Stunden dauern und findet eingegraben im Sand statt. Nach einer Mahlzeit verbleibt die Schnecke bis zu 24 Stunden im Sand, bis sie davonkriecht. Im Labor fressen Lewis-Mondschnecken alle vier Tage eine große Muschel. Durch Mondschnecken gebohrte Löcher sind auf einer Seite breiter als auf der anderen.